# پلیس دوره ادو

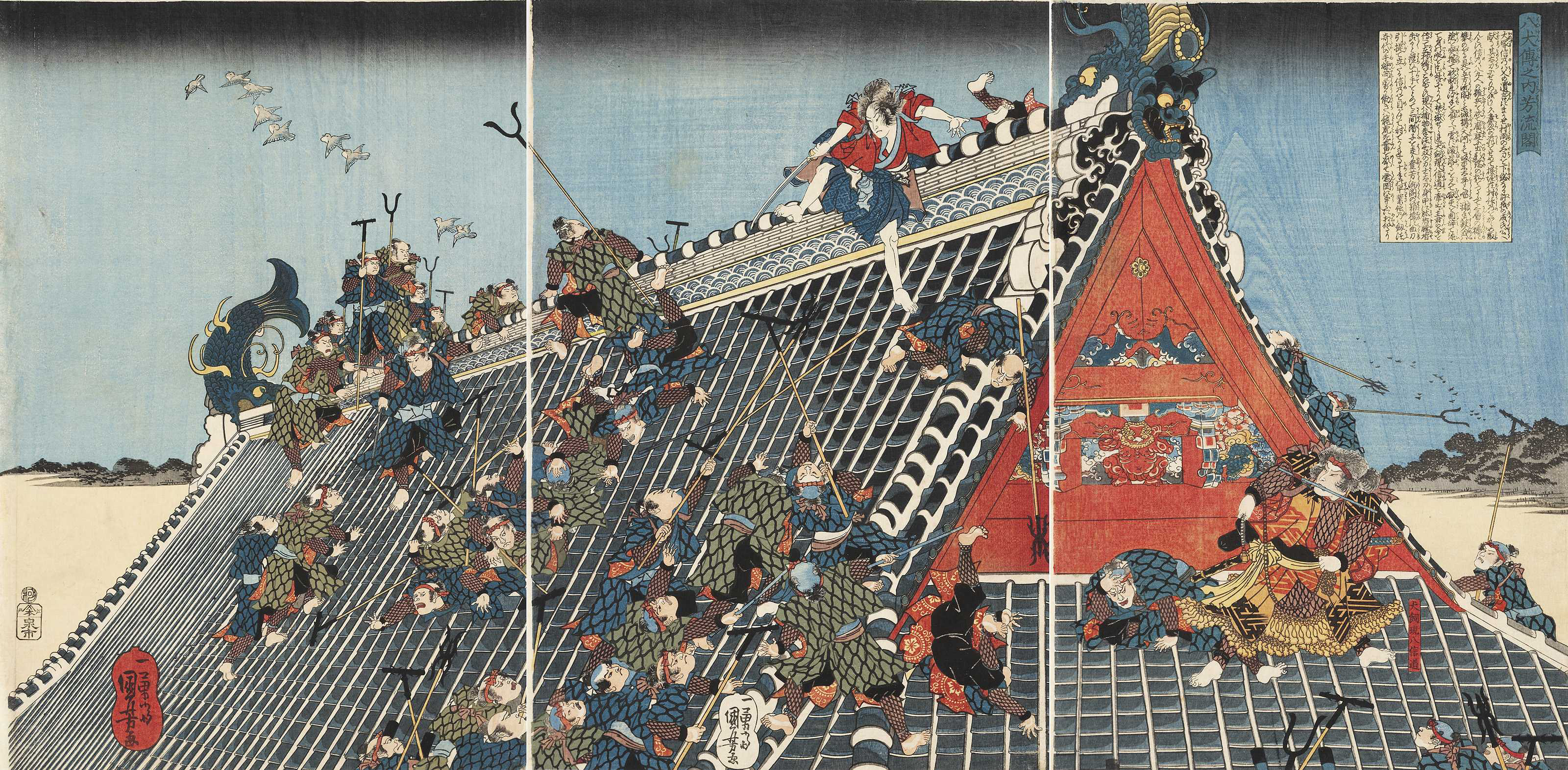
تصویری بر روی چوب از عصر ادو، زره‌های زنجیری در زیر کیمونوهای جنگجویان را نشان می‌دهد که با استفاده از جوتی، ساسوماتا، سودگارامی، و تسوکوبو در حال دستگیر کردن مجرمان بر روی سقف یک ساختمان هستند.

پلیس دوره ادو (انگلیسی: Edo period police) مأموران برقراری امنیت در ژاپن برای برهه‌ای از تاریخ این کشور بودند. در تاریخ ژاپن، نیروهای نظامی شخصی و گروه‌های مردمی، تا زمان متحد کردن ژاپن بوسیلهٔ توکوگاوا ایه‌یاسو در ۱۶۰۳، به‌طور عمده عهده‌دار بر قراری امنیت بودند. در خلال دوره ادو (۱۶۰۳–۱۸۶۸)، شوگون‌سالاری توکوگاوا، یک دولت فئودال مرکزی تشکیل داد. جنگجویان سامورایی، افرادی که پیش از این، ژاپن را در برابر دشمنان خارجی حفظ می‌کردند و با یکدیگر بر سر دستیابی به برتری می‌جنگیدند، در پیشهٔ پلیس و نیروی امنیت داخلی بکار گرفته شدند. این شغل جدید سامورایی‌ها به منظور اطمینان نسبت به برقراری صلح در جامعه ایجاد شده بود و برای بیش از ۲۵۰ سال ادامه یافت.

## نگارخانه

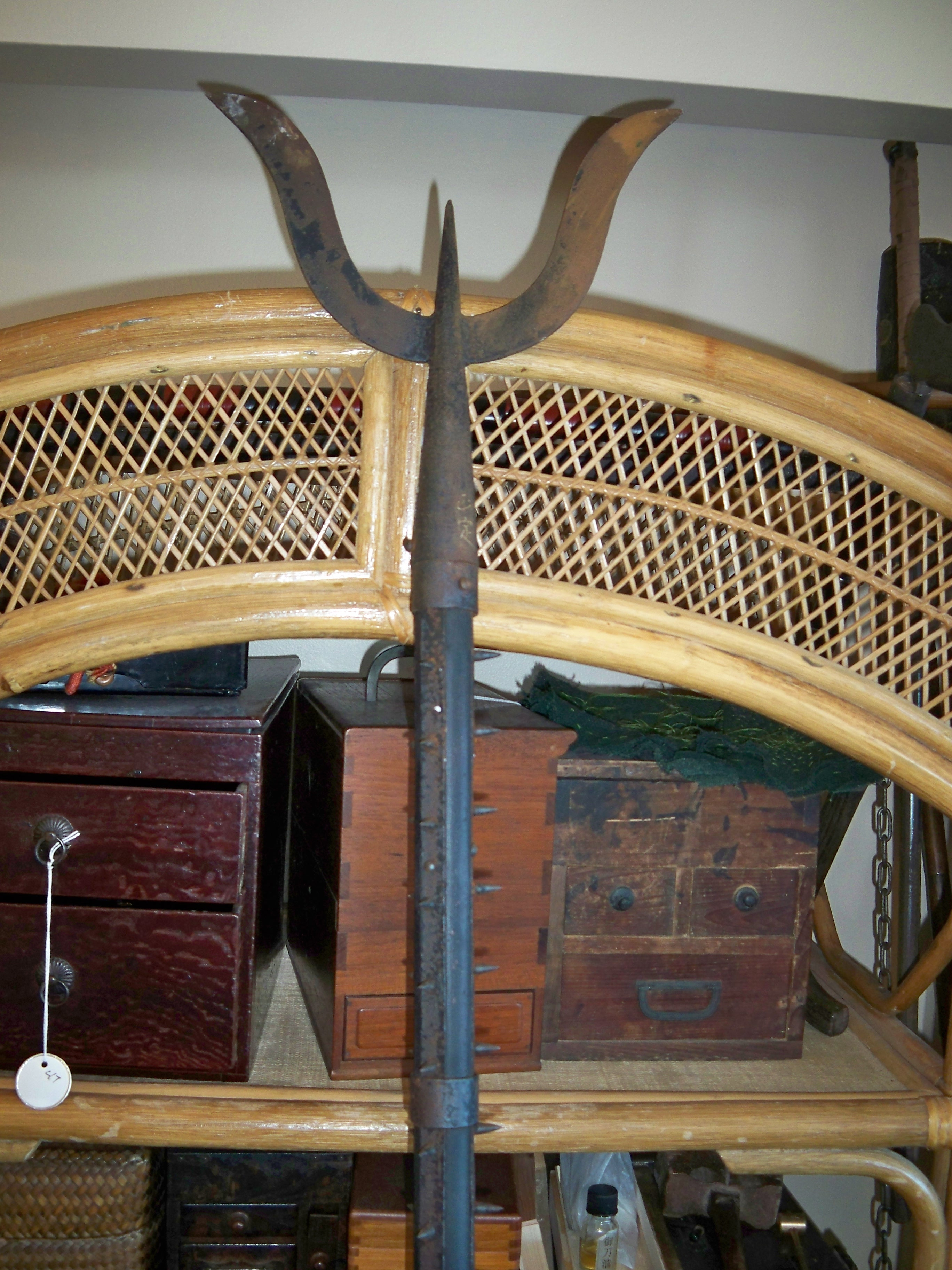
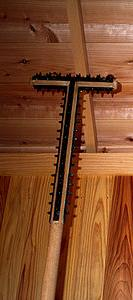
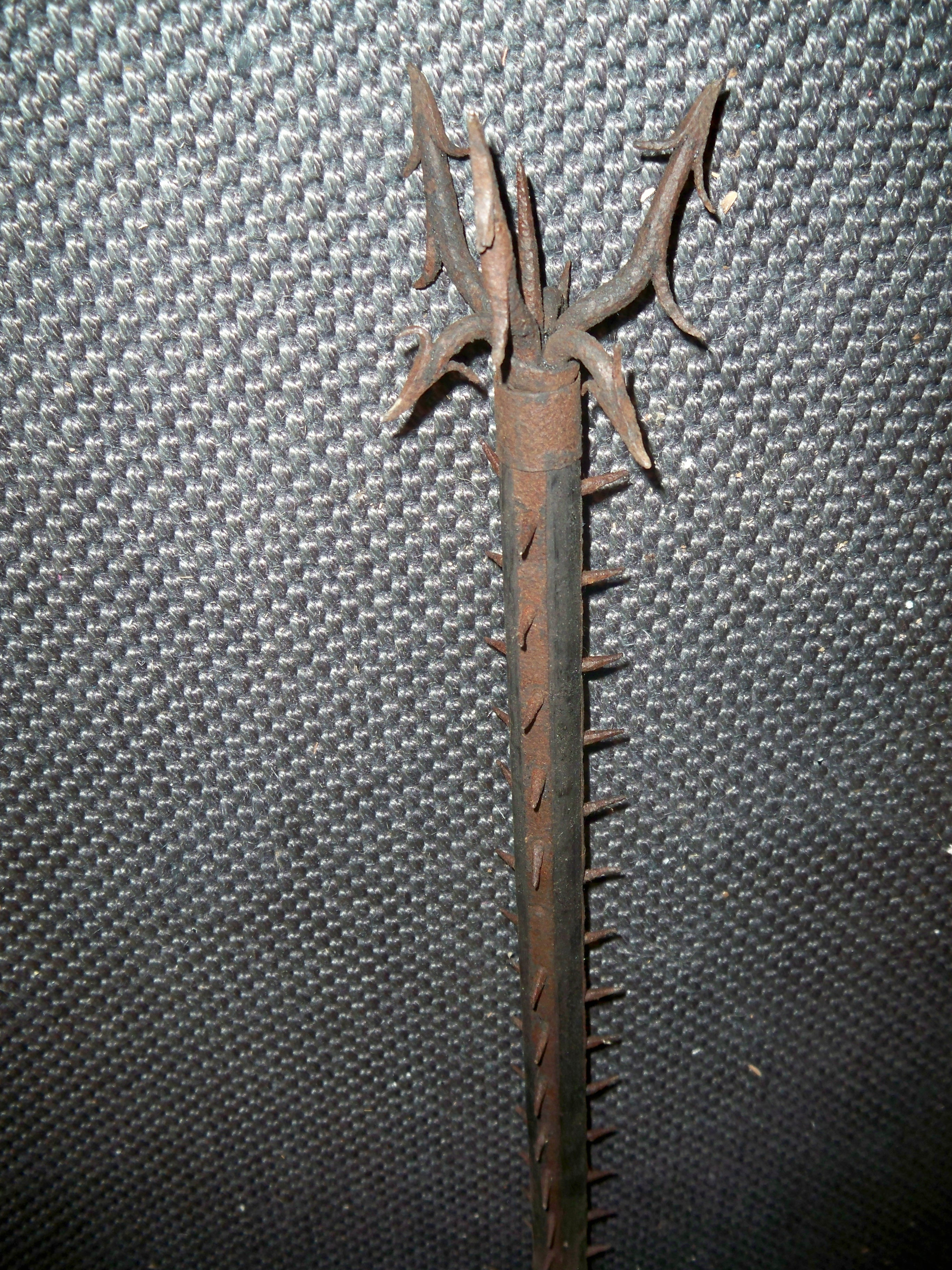
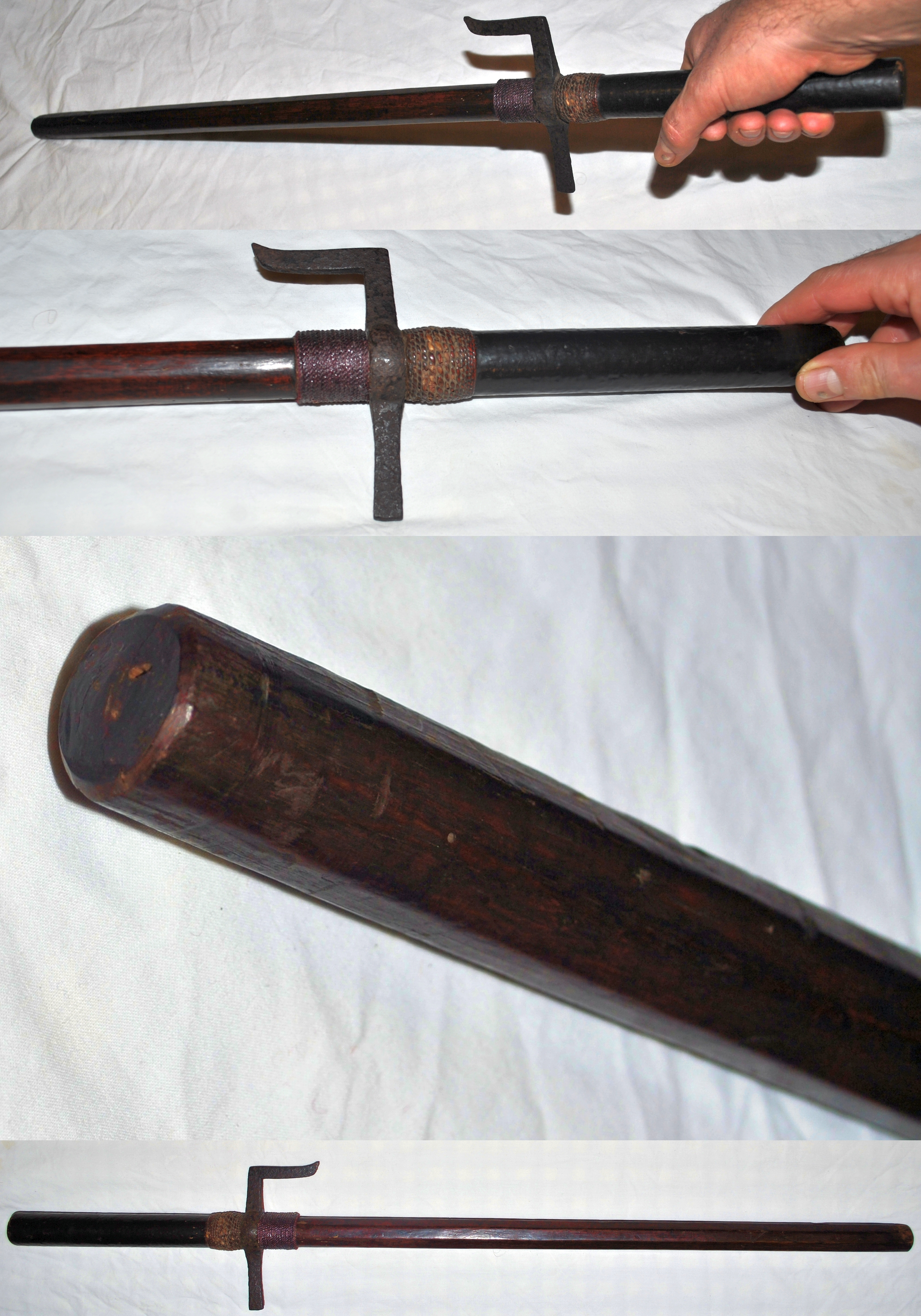
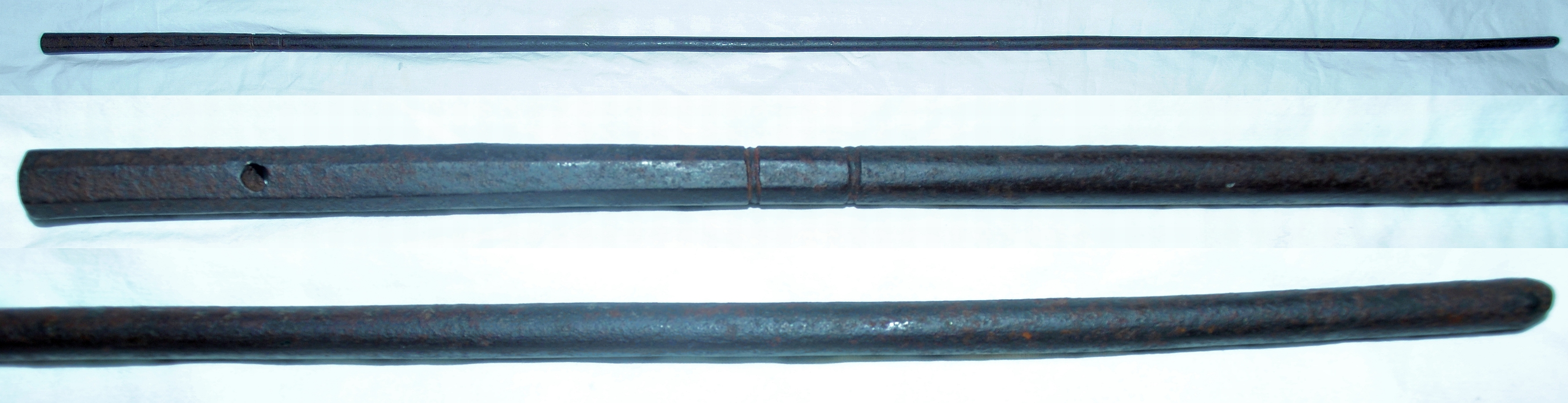
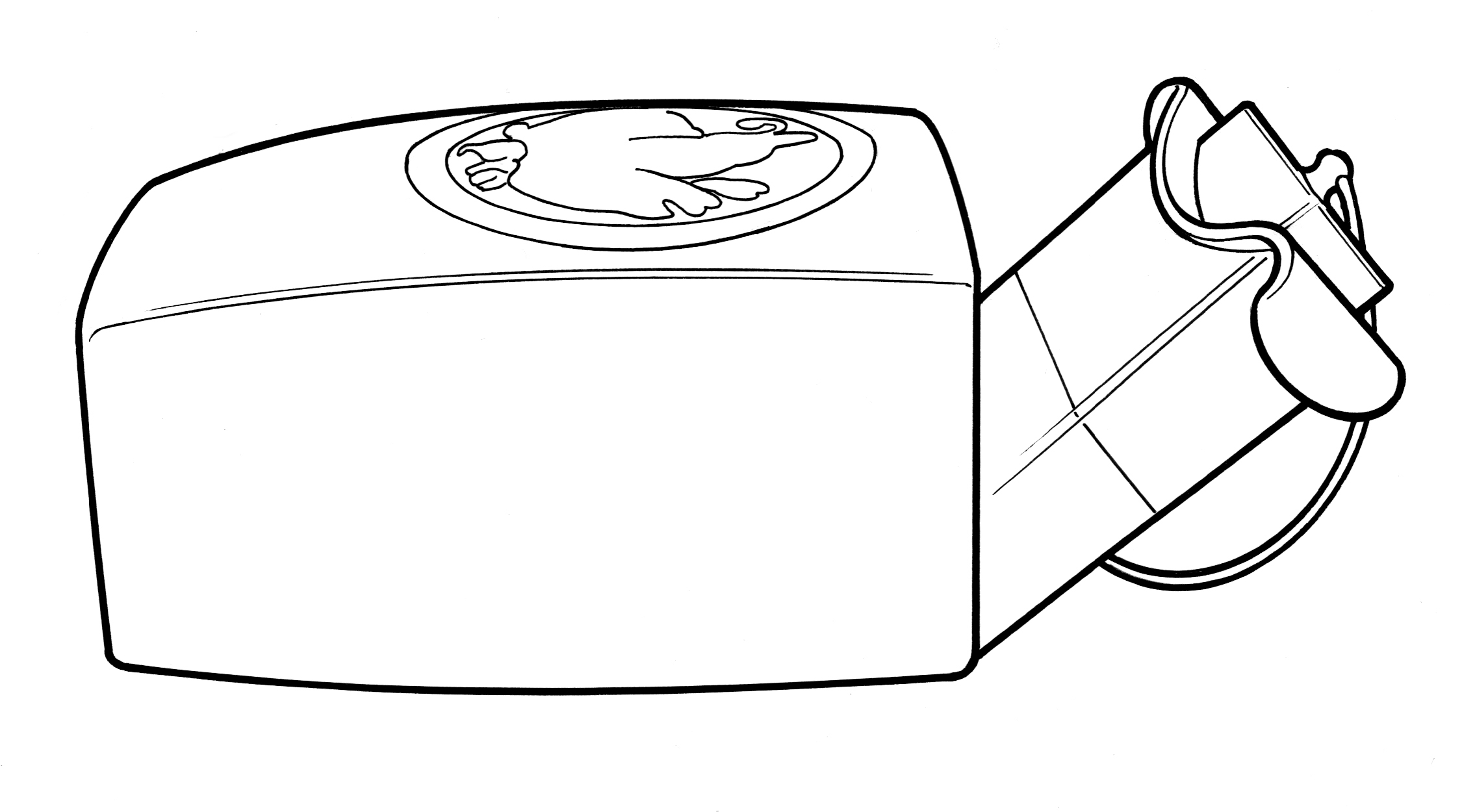
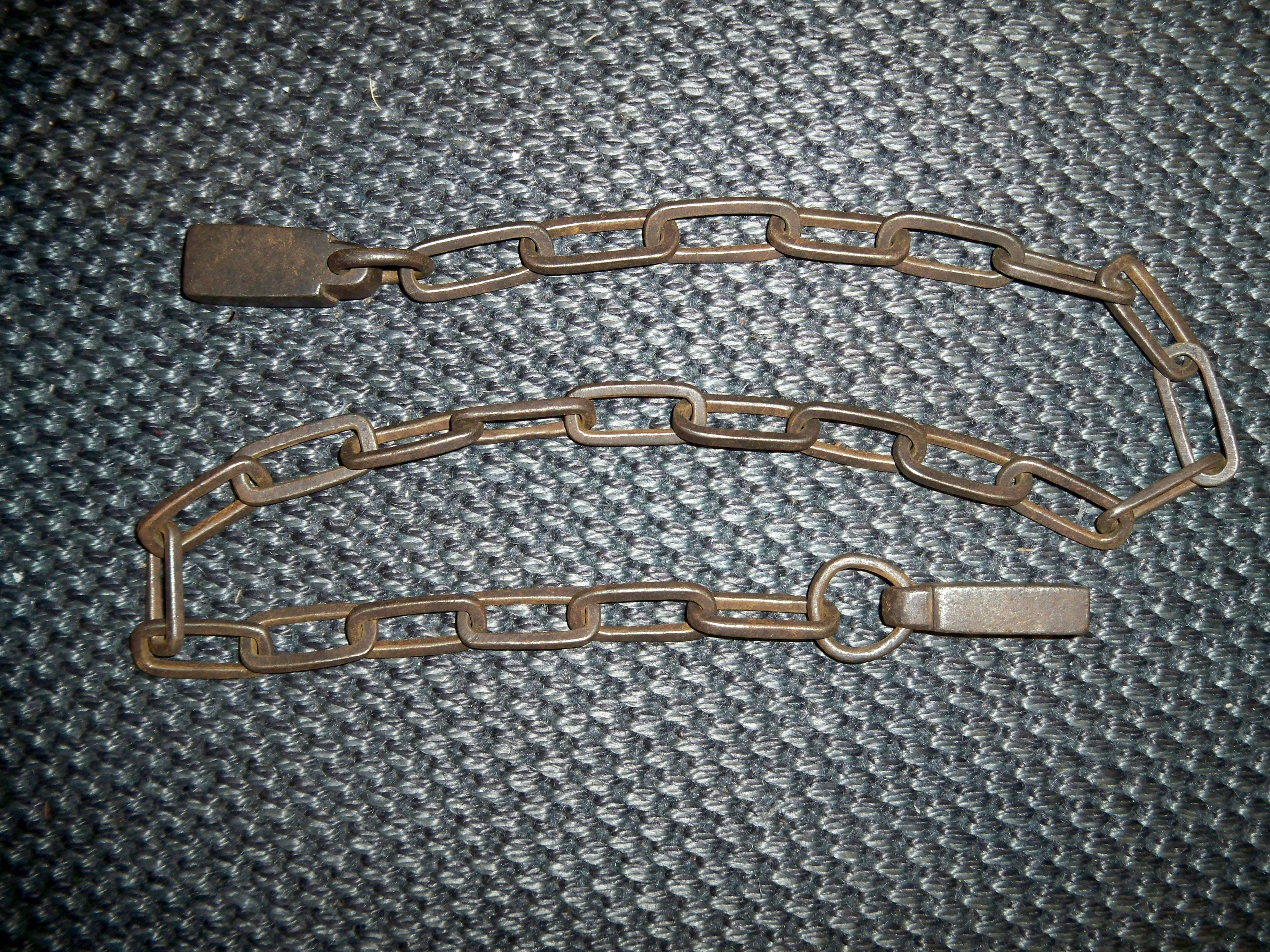
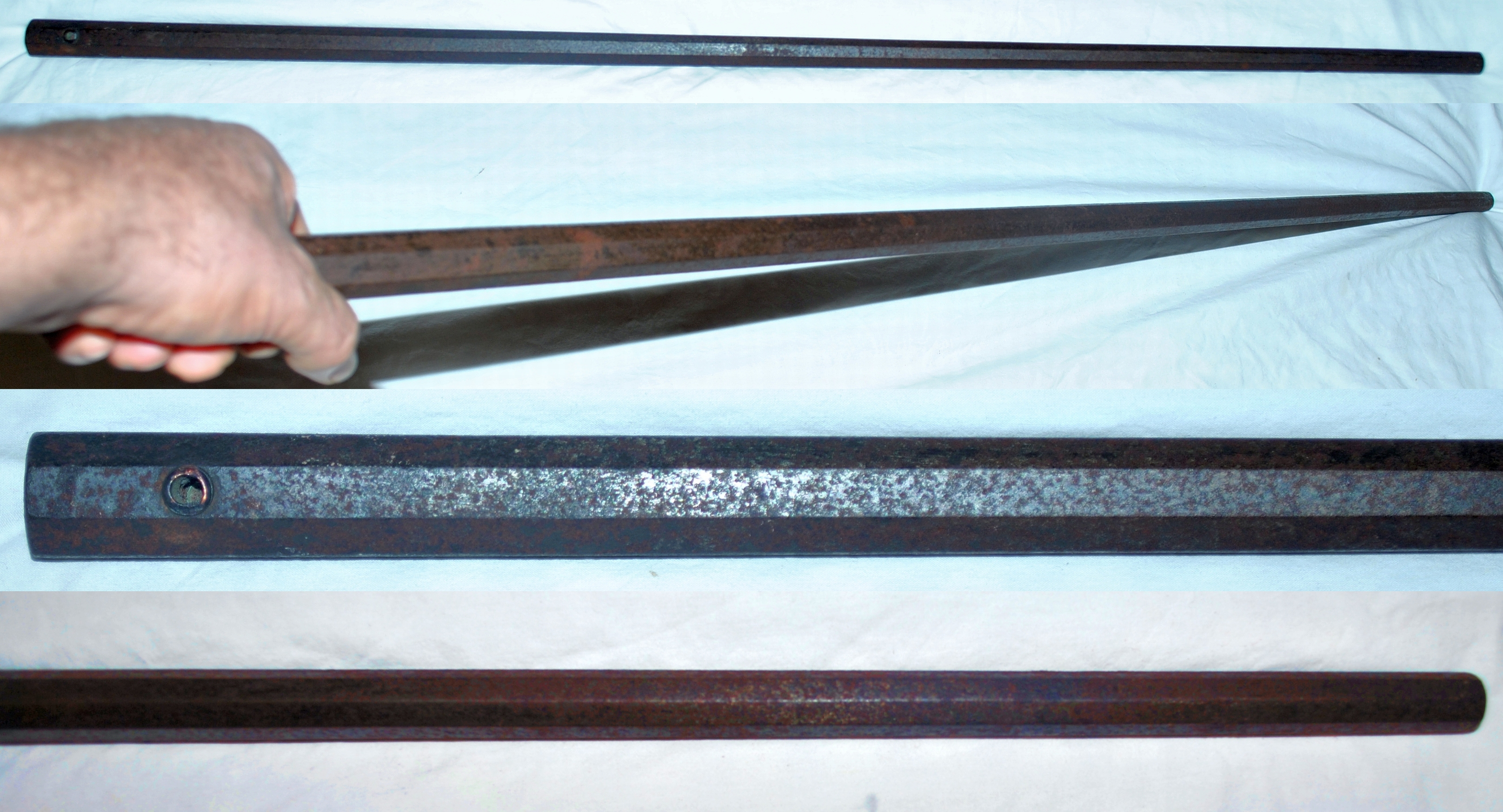